# Kreator/Diskografie
Diese Diskografie ist eine Übersicht über die musikalischen Werke der deutschen Thrash-Metal-Band Kreator. Den Quellenangaben zufolge hat sie bisher mehr als zwei Millionen Tonträger verkauft. Ihre erfolgreichste Veröffentlichung ist das 14. Studioalbum Gods of Violence, das zum Nummer-eins-Album in Deutschland avancierte.

## Alben

### Studioalben
| Jahr | Titel Musiklabel                                                        | Höchstplatzierung, Gesamtwochen, AuszeichnungChartplatzierungen (Jahr, Titel, Musiklabel, Platzierungen, Wochen, Auszeichnungen, Anmerkungen) | Höchstplatzierung, Gesamtwochen, AuszeichnungChartplatzierungen (Jahr, Titel, Musiklabel, Platzierungen, Wochen, Auszeichnungen, Anmerkungen) | Höchstplatzierung, Gesamtwochen, AuszeichnungChartplatzierungen (Jahr, Titel, Musiklabel, Platzierungen, Wochen, Auszeichnungen, Anmerkungen) | Höchstplatzierung, Gesamtwochen, AuszeichnungChartplatzierungen (Jahr, Titel, Musiklabel, Platzierungen, Wochen, Auszeichnungen, Anmerkungen) | Höchstplatzierung, Gesamtwochen, AuszeichnungChartplatzierungen (Jahr, Titel, Musiklabel, Platzierungen, Wochen, Auszeichnungen, Anmerkungen) | Anmerkungen                              |
| Jahr | Titel Musiklabel                                                        | DE | AT | CH | UK | US | Anmerkungen                              |
| ---- | ----------------------------------------------------------------------- | --- | --- | --- | --- | --- | ---------------------------------------- |
| 1985 | Endless Pain Noise Records (SPV)                                        | — | — | — | — | — | Erstveröffentlichung: Oktober 1985       |
| 1986 | Pleasure to Kill auch bekannt als: After the Attack Noise Records (SPV) | DE99 (1 Wo.)DE | — | — | — | — | Erstveröffentlichung: April 1986         |
| 1987 | Terrible Certainty Noise Records (SPV)                                  | — | — | — | — | — | Erstveröffentlichung: 22. September 1987 |
| 1989 | Extreme Aggression Noise Records (SPV)                                  | DE90 (1 Wo.)DE | — | — | — | — | Erstveröffentlichung: 19. Juni 1989      |
| 1990 | Coma of Souls Noise Records (SPV)                                       | DE83 (1 Wo.)DE | — | — | — | — | Erstveröffentlichung: 19. Oktober 1990   |
| 1992 | Renewal Noise Records (SPV)                                             | — | — | — | — | — | Erstveröffentlichung: 25. Oktober 1992   |
| 1995 | Cause for Conflict Gun Records (BMG Ariola)                             | DE48 (9 Wo.)DE | — | — | — | — | Erstveröffentlichung: Juli 1995          |
| 1997 | Outcast Gun Records (BMG Ariola)                                        | DE91 (1 Wo.)DE | — | — | — | — | Erstveröffentlichung: 23. Juni 1997      |
| 1999 | Endorama Drakkar Entertainment (BMG Ariola)                             | DE6 a (2 Wo.)DE | — | — | — | — | Erstveröffentlichung: 29. März 1999      |
| 2001 | Violent Revolution Steamhammer (SPV)                                    | DE21 b (2 Wo.)DE | — | — | — | — | Erstveröffentlichung: 24. September 2001 |
| 2005 | Enemy of God Steamhammer (SPV)                                          | DE19 (3 Wo.)DE | AT45 (2 Wo.)AT | — | — | — | Erstveröffentlichung: 11. Januar 2005    |
| 2009 | Hordes of Chaos Steamhammer (SPV)                                       | DE16 (10 Wo.)DE | AT33 (2 Wo.)AT | CH57 (1 Wo.)CH | — | US165 (1 Wo.)US | Erstveröffentlichung: 13. Januar 2009    |
| 2012 | Phantom Antichrist Nuclear Blast (WMG)                                  | DE5 (6 Wo.)DE | AT31 (3 Wo.)AT | CH22 (2 Wo.)CH | — | US130 (1 Wo.)US | Erstveröffentlichung: 1. Juni 2012       |
| 2017 | Gods of Violence Nuclear Blast (WMG)                                    | DE1 (6 Wo.)DE | AT4 (5 Wo.)AT | CH13 (4 Wo.)CH | UK72 (1 Wo.)UK | US118 (1 Wo.)US | Erstveröffentlichung: 27. Januar 2017    |
| 2022 | Hate über alles Nuclear Blast (RTD)                                     | DE2 (6 Wo.)DE | AT6 (1 Wo.)AT | CH7 (2 Wo.)CH | — | — | Erstveröffentlichung: 10. Juni 2022      |

### Livealben
| Jahr | Titel Musiklabel                                                   | Höchstplatzierung, Gesamtwochen, AuszeichnungChartplatzierungen (Jahr, Titel, Musiklabel, Platzierungen, Wochen, Auszeichnungen, Anmerkungen) | Höchstplatzierung, Gesamtwochen, AuszeichnungChartplatzierungen (Jahr, Titel, Musiklabel, Platzierungen, Wochen, Auszeichnungen, Anmerkungen) | Höchstplatzierung, Gesamtwochen, AuszeichnungChartplatzierungen (Jahr, Titel, Musiklabel, Platzierungen, Wochen, Auszeichnungen, Anmerkungen) | Höchstplatzierung, Gesamtwochen, AuszeichnungChartplatzierungen (Jahr, Titel, Musiklabel, Platzierungen, Wochen, Auszeichnungen, Anmerkungen) | Höchstplatzierung, Gesamtwochen, AuszeichnungChartplatzierungen (Jahr, Titel, Musiklabel, Platzierungen, Wochen, Auszeichnungen, Anmerkungen) | Anmerkungen                                                   |
| Jahr | Titel Musiklabel                                                   | DE | AT | CH | UK | US | Anmerkungen                                                   |
| ---- | ------------------------------------------------------------------ | --- | --- | --- | --- | --- | ------------------------------------------------------------- |
| 2003 | Live Kreation Steamhammer (SPV)                                    | DE59 (1 Wo.)DE | — | — | — | — | Erstveröffentlichung: 16. Juni 2003 Indizierung im April 2007 |
| 2013 | Dying Alive Nuclear Blast (WMG)                                    | DE9 (3 Wo.)DE | — | — | — | — | Erstveröffentlichung: 30. August 2013                         |
| 2020 | London Apocalypticon – Live at the Round House Nuclear Beast (WMG) | DE10 (2 Wo.)DE | — | — | — | — | Erstveröffentlichung: 14. Februar 2020                        |

### Kompilationen
| Jahr | Titel Musiklabel                                                       | Anmerkungen                            |
| ---- | ---------------------------------------------------------------------- | -------------------------------------- |
| 1996 | Scenarios of Violence Noise Records (RTD)                              | Erstveröffentlichung: 16. März 1996    |
| 1999 | Voices of Transgression: A 90’s Retrospective Gun Records (BMG Ariola) | Erstveröffentlichung: 4. April 1999    |
| 2000 | 1985–1992 Past Life Trauma Noise Records (MMR)                         | Erstveröffentlichung: 16. Oktober 2000 |

### EPs
| Jahr | Titel Musiklabel                                     | Anmerkungen                       |
| ---- | ---------------------------------------------------- | --------------------------------- |
| 1986 | Flag of Hate Noise Records (SPV)                     | Erstveröffentlichung: August 1986 |
| 1988 | Out of the Dark … Into the Light Noise Records (SPV) | Erstveröffentlichung: August 1988 |

### Demos
| Jahr | Titel Musiklabel               | Anmerkungen                              |
| ---- | ------------------------------ | ---------------------------------------- |
| 1983 | Blitzkrieg Eigenvertrieb       | Erstveröffentlichung: 1983 als Tormentor |
| 1984 | End of the World Eigenvertrieb | Erstveröffentlichung: 1984 als Tormentor |
| 1985 | Rehearsal Eigenvertrieb        | Erstveröffentlichung: 4. April 1985      |

## Singles
| Jahr | Titel Album                                                 | Anmerkungen                                            |
| ---- | ----------------------------------------------------------- | ------------------------------------------------------ |
| 1987 | Behind the Mirror Terrible Certainity                       | Erstveröffentlichung: März 1987                        |
| 1999 | Endorama                                                    | Erstveröffentlichung: 1999 feat. Tilo Wolff            |
| 1999 | Chosen Few Endorama                                         | Erstveröffentlichung: 2. Mai 1999                      |
| 2012 | Phantom Antichrist                                          | Erstveröffentlichung: 20. April 2012                   |
| 2012 | Civilization Collapse Phantom Antichrist                    | Erstveröffentlichung: 9. November 2012                 |
| 2014 | Iron Destiny Phantom Antichrist (Japenese-Edition)          | Erstveröffentlichung: 14. November 2014                |
| 2016 | Gods of Violence                                            | Erstveröffentlichung: 18. November 2016                |
| 2016 | Earth Under the Sword Gods of Violence (Japenese Edition)   | Erstveröffentlichung: 14. Dezember 2016                |
| 2016 | Satan Is Real Gods of Violence                              | Erstveröffentlichung: 16. Dezember 2016                |
| 2017 | Totalitarian Terror Gods of Violence                        | Erstveröffentlichung: 20. Januar 2017                  |
| 2017 | Hail to the Hordes Gods of Violence                         | Erstveröffentlichung: 24. November 2017                |
| 2019 | Terrorzone Under the Guillotine: The Noise Anthology        | Erstveröffentlichung: 10. Mai 2019                     |
| 2020 | 666 – World Divided 666 – World Divided / Checkmate         | Erstveröffentlichung: 27. März 2020                    |
| 2021 | Golden Age (Remastered) Endorama (Ultimate Edition)         | Erstveröffentlichung: 23. Juli 2021                    |
| 2021 | Passage to Babylon (Remastered) Endorama (Ultimate Edition) | Erstveröffentlichung: 1. Oktober 2021                  |
| 2022 | Hate über Alles                                             | Erstveröffentlichung: 4. Februar 2022                  |
| 2022 | All of the Same Blood Violent Revolution                    | Erstveröffentlichung: 6. Mai 2022                      |
| 2023 | State of Unrest –                                           | Erstveröffentlichung: 10. Februar 2023 mit Lamb of God |

## Videoalben und Musikvideos

### Videoalben
| Jahr | Titel Musiklabel | Höchstplatzierung, Gesamtwochen, AuszeichnungChartplatzierungen (Jahr, Titel, Musiklabel, Platzierungen, Wochen, Auszeichnungen, Anmerkungen) | Höchstplatzierung, Gesamtwochen, AuszeichnungChartplatzierungen (Jahr, Titel, Musiklabel, Platzierungen, Wochen, Auszeichnungen, Anmerkungen) | Höchstplatzierung, Gesamtwochen, AuszeichnungChartplatzierungen (Jahr, Titel, Musiklabel, Platzierungen, Wochen, Auszeichnungen, Anmerkungen) | Höchstplatzierung, Gesamtwochen, AuszeichnungChartplatzierungen (Jahr, Titel, Musiklabel, Platzierungen, Wochen, Auszeichnungen, Anmerkungen) | Höchstplatzierung, Gesamtwochen, AuszeichnungChartplatzierungen (Jahr, Titel, Musiklabel, Platzierungen, Wochen, Auszeichnungen, Anmerkungen) | Anmerkungen                                               |
| Jahr | Titel Musiklabel | DE | AT | CH | UK | US | Anmerkungen                                               |
| ---- | --- | --- | --- | --- | --- | --- | --------------------------------------------------------- |
| 1990 | Extreme Aggression Tour 1989/90 auch bekannt als: At the Pulse of Kapitulation: Live in East Berlin 1990 Fotodisk Video (NFV) | — | — | — | — | — | Erstveröffentlichung: 1990                                |
| 1991 | Hallucinative Comas Modern Video (MV)                                                                                         | — | — | — | — | — | Erstveröffentlichung: 1991                                |
| 2003 | Live Kreation – Revisioned Glory Steamhammer (SPV)                                                                            | DE*DE | — | — | — | — | Erstveröffentlichung: 16. Juni 2003 * siehe Livealbum     |
| 2013 | Dying Alive Nuclear Blast (WMG)                                                                                               | DE*DE | AT9 (1 Wo.)AT | CH4 (2 Wo.)CH | — | — | Erstveröffentlichung: 30. August 2013 * siehe Livealbum   |
| 2017 | Gods of Violence – Live Nuclear Blast (WMG)                                                                                   | DE*DE | — | CH6 (1 Wo.)CH | — | — | Erstveröffentlichung: 27. Januar 2017 * siehe Studioalbum |

### Musikvideos
| Jahr | Titel                     | Regisseur(e)                             |
| ---- | ------------------------- | ---------------------------------------- |
| 1988 | Toxic Trace               | Bogdan Kopec, Martin Smits               |
| 1989 | Betrayer                  | Steve Payne                              |
| 1990 | People of the Lie         | Andreas Marschall                        |
| 1990 | Coma of Souls             | Andreas Marschall                        |
| 1990 | Terrorzne                 | Andreas Marschall                        |
| 1990 | World Beyond              | Andreas Marschall                        |
| 1990 | When the Sun Burns Red    | Andreas Marschall                        |
| 1990 | Twisted Urges             | Andreas Marschall                        |
| 1992 | Renewal                   | Tsion Meitall                            |
| 1995 | Lost                      | Tanara Jordan                            |
| 1995 | Isolation                 | Tim Luna, Andreas Marschall              |
| 1997 | Leave this World Behind   | Harald Hoffmann, Dirk Rudolph            |
| 1999 | Endorama                  | Matthias Kollek                          |
| 1999 | Chosen Few                | Andreas Marschall                        |
| 2001 | Violent Revolution        | Stefan Browatzki                         |
| 2005 | Impossible Brutality      | Stefan Browatzki                         |
| 2005 | Dystopia                  |                                          |
| 2006 | Enemy of God              | Joern Heitmann                           |
| 2009 | Hordes of Chaos           | Joern Heitmann                           |
| 2010 | Destroy What Destroys You | Carlos Toro V.                           |
| 2011 | War Curse                 |                                          |
| 2012 | Phantom Antichrist        | Dariusz Szermanowicz                     |
| 2012 | Civilization Collapse     |                                          |
| 2016 | Gods of Violence          |                                          |
| 2016 | Satan Is Real             |                                          |
| 2017 | Totalitarian Terror       |                                          |
| 2017 | Hail to the Hordes        |                                          |
| 2017 | Pleasure to Kill          | Dariusz Szermanowicz, Rafal Szermanowicz |
| 2017 | Fallen Brother            |                                          |
| 2020 | 666 – World Divided       | Joern Heitmann                           |
| 2022 | Hate über Alles           |                                          |
| 2022 | Strongest of the Strong   |                                          |
| 2022 | Midnight Sun              | Tom Schlagkamp                           |
| 2022 | Become Immortal           |                                          |

## Sonderveröffentlichungen

### Alben
| Jahr | Titel Musiklabel                       | Anmerkungen                                                                                            |
| ---- | -------------------------------------- | --- |
| 2012 | The Big Teutonic 4 Legacy              | Erstveröffentlichung: 22. Dezember 2012 Beilage im Legacy; Split-EP mit Destruction, Sodom & Tankard   |
| 2015 | The Big Teutonic 4 – Part II Rock Hard | Erstveröffentlichung: 25. Februar 2015 Beilage im Rock Hard; Split-EP mit Destruction, Sodom & Tankard |
| 2019 | For the Hordes Legacy                  | Erstveröffentlichung: 28. Dezember 2019 Beilage im Legacy                                              |

| Jahr | Titel Musiklabel                                                                        | Anmerkungen                                                        |
| ---- | --------------------------------------------------------------------------------------- | ------------------------------------------------------------------ |
| 1988 | Pleasure to Kill / Flag of Hate Noise Records (SPV)                                     | Erstveröffentlichung: 1988                                         |
| 2006 | Outcast / Cause for Conflict Gun Records (BMG Ariola)                                   | Erstveröffentlichung: 24. November 2006 Teil der „2-in-One!“-Reihe |
| 2016 | Love Us or Hate Us – The Very Best of the Noise Years 1985–1992 Sanctuary Records (BMG) | Erstveröffentlichung: 6. Mai 2016 Teil der „Noise-lebt!“-Reihe     |
| 2022 | Maximum Hate Metal Hammer                                                               | Erstveröffentlichung: 11. Mai 2022 Beilage im Metal Hammer         |

| Jahr | Titel Musiklabel                                                              | Anmerkungen                                                                        |
| ---- | ----------------------------------------------------------------------------- | ---------------------------------------------------------------------------------- |
| 2010 | Doomsday News III – Thrashing East Noise Records (SPV) • Fotodisk Video (NFV) | Erstveröffentlichung: 1990 Splitalbum mit Coroner, Sabbat & Tankard                |
| 2010 | Terror Prevails – Live at Rock Hard Festival Rock Hard                        | Erstveröffentlichung: 17. November 2010 Beilage im Rock Hard                       |
| 2012 | Terror Prevails – Live at Rock Hard Festival, Pt. 2 Rock Hard                 | Erstveröffentlichung: 30. Mai 2012 Beilage im Rock Hard                            |
| 2016 | Live at Dynamo Open Air 1998 Dynamo Concerts • F.R.E.T. Music (DR)            | Erstveröffentlichung: 8. Juli 2016 Teil der „Historic-Live-Music-Collection“-Reihe |
| 2016 | Violence Unleashed Legacy                                                     | Erstveröffentlichung: 23. Dezember 2016 Beilage im Legacy                          |
| 2017 | Live Antichrist Metal Hammer                                                  | Erstveröffentlichung: Januar 2017 Beilage im Metal Hammer                          |

### Lieder
| Jahr | Titel Album                                                                        | Anmerkungen                         |
| ---- | ---------------------------------------------------------------------------------- | ----------------------------------- |
| 1988 | After the Attack Sounds Waves Vol. 1                                               | Erstveröffentlichung: 1988          |
| 2018 | Satan Is Real (Live at Wacken 2017) Live at Wacken 2017: 28 Years Louder Than Hell | Erstveröffentlichung: 20. Juli 2018 |

## Promoveröffentlichungen
| Jahr | Titel Album                                                                         | Anmerkungen                                            |
| ---- | ----------------------------------------------------------------------------------- | ------------------------------------------------------ |
| 1987 | After the Attack                                                                    | Erstveröffentlichung: 1987                             |
| 1989 | Betrayer Extreme Aggression                                                         | Erstveröffentlichung: 1989                             |
| 1990 | People of the Lie Coma of Souls                                                     | Erstveröffentlichung: 1990                             |
| 1995 | Isolation Cause for Conflict                                                        | Erstveröffentlichung: 1995                             |
| 1995 | Lost Cause for Conflict                                                             | Erstveröffentlichung: 1995                             |
| 1997 | Leave This World Behind Outcast                                                     | Erstveröffentlichung: 1997                             |
| 2008 | Hordes of Chaos                                                                     | Erstveröffentlichung: 2008                             |
| 2018 | Winter Martyrium (2018 Remaster) Renewal (20th Anniversary Edition)                 | Erstveröffentlichung: 26. Januar 2018                  |
| 2018 | Europe After the Rain (2018 Remaster) Renewal (20th Anniversary Edition)            | Erstveröffentlichung: 2. Februar 2018                  |
| 2018 | Renewal (Live at Dynamo Open Air 1998) Live at Dynamo Open Air 1998                 | Erstveröffentlichung: 9. Februar 2018                  |
| 2018 | Leave This World Behind (Live at Dynamo Open Air 1998) Live at Dynamo Open Air 1998 | Erstveröffentlichung: 16. Februar 2018                 |
| 2020 | Violent Revolution (Live) London Apocalypticon – Live at the Round House            | Erstveröffentlichung: 17. Januar 2020                  |
| 2022 | Strongest of the Strong Hate über Alles                                             | Erstveröffentlichung: 8. April 2022                    |
| 2022 | Midnight Sun Hate über Alles                                                        | Erstveröffentlichung: 6. Mai 2022 feat. Sofia Portanet |

| Jahr | Titel Album                                                                         | Anmerkung                                                                       |
| ---- | ----------------------------------------------------------------------------------- | ------------------------------------------------------------------------------- |
| 2013 | From Flood into Fire / Summon All Hate Phantom Antichrist / Ravenous Plague         | Erstveröffentlichung: 2013 Kreator / Legion of the Damned                       |
| 2014 | Breaking the Law / Iron Destiny War Eternal / Phantom Antichrist (Japenese-Edition) | Erstveröffentlichung: Oktober 2014 Arch Enemy / Kreator                         |
| 2017 | Man in Black / Warrior Heart Historikill 1995–2007 / Hail to the Hordes EP          | Erstveröffentlichung: 22. Februar 2017 Overkill / Kreator; Beilage im Rock Hard |
| 2020 | 666 – World Divided / Checkmate – / Lamb of God                                     | Erstveröffentlichung: 10. April 2020 Kreator / Lamb of God                      |

## Boxsets
| Jahr | Titel Musiklabel                                              | Höchstplatzierung, Gesamtwochen, AuszeichnungChartplatzierungen (Jahr, Titel, Musiklabel, Platzierungen, Wochen, Auszeichnungen, Anmerkungen) | Höchstplatzierung, Gesamtwochen, AuszeichnungChartplatzierungen (Jahr, Titel, Musiklabel, Platzierungen, Wochen, Auszeichnungen, Anmerkungen) | Höchstplatzierung, Gesamtwochen, AuszeichnungChartplatzierungen (Jahr, Titel, Musiklabel, Platzierungen, Wochen, Auszeichnungen, Anmerkungen) | Höchstplatzierung, Gesamtwochen, AuszeichnungChartplatzierungen (Jahr, Titel, Musiklabel, Platzierungen, Wochen, Auszeichnungen, Anmerkungen) | Höchstplatzierung, Gesamtwochen, AuszeichnungChartplatzierungen (Jahr, Titel, Musiklabel, Platzierungen, Wochen, Auszeichnungen, Anmerkungen) | Anmerkungen                            |
| Jahr | Titel Musiklabel                                              | DE | AT | CH | UK | US | Anmerkungen                            |
| ---- | ------------------------------------------------------------- | --- | --- | --- | --- | --- | -------------------------------------- |
| 2021 | Under the Guillotine: The Noise Anthology Noise Records (WMG) | DE5 (3 Wo.)DE | — | CH66 (1 Wo.)CH | — | — | Erstveröffentlichung: 26. Februar 2021 |

## Statistik

### Chartauswertung
|                     | DE     | AT    | CH    | UK    | US    |
| ------------------- | ------ | ----- | ----- | ----- | ----- |
| Nummer-eins-Alben   | DE1DE  | AT—AT | CH—CH | UK—UK | US—US |
| Top-10-Alben        | DE7DE  | AT2AT | CH1CH | UK—UK | US—US |
| Alben in den Charts | DE16DE | AT5AT | CH5CH | UK1UK | US3US |

|                          | DE    | AT    | CH    | UK    | US    |
| ------------------------ | ----- | ----- | ----- | ----- | ----- |
| Nummer-eins-Videoalben   | DE—DE | AT—AT | CH—CH | UK—UK | US—US |
| Top-10-Videoalben        | DE—DE | AT1AT | CH2CH | UK—UK | US—US |
| Videoalben in den Charts | DE—DE | AT1AT | CH2CH | UK—UK | US—US |